# It’s All About
| Оценки критиков | Оценки критиков |
| Источник        | Оценка          |
| --------------- | --------------- |
| Allmusic        | [ 1 ]           |

It’s All About — дебютный студийный альбом британской группы Spooky Tooth, выпущенный в 1968 году на лейбле Island Records.
В Западной Германии альбом был выпущен на лейбле Fontana. Американская версия альбома была издана под названием Spooky Tooth и была выпущена в том же 1968 году на лейбле Bell. В 1971 году альбом был переиздан под названием Tobacco Road.

## Список композиций
1. «Society’s Child[англ.]» 4:30 (Дженис Айан)
2. «Love Really Changed Me» 3:33 (Гросвенор, Миллер, Райт)
3. «Here I Lived So Well» 5:06 (Райт, Горосвенор, Харрисон, Миллер)
4. «Too Much of Nothing[англ.]» 3:57 (Боб Дилан) *
5. «Sunshine Help Me» 3:02 (Райт)
6. «It’s All About a Roundabout» 2:43 (Миллер, Райт)
7. «Tobacco Road[англ.]» 5:33 (Джон Д. Лаудермилк )
8. «It Hurts You So» 3:03 (Миллер, Райт)
9. «Forget It, I Got It» 3:26 (Миллер, Райт)
10. «Bubbles» 2:49 (Гросвенор, Райт)

## Участники записи
- Гэри Райт[англ.] — вокал, орган, клавишные
- Лютер Гросневор[англ.] — гитара
- Майк Харрисон[англ.] — вокал, клавишные, клавесин
- Майк Келли — ударные, перкуссионные
- Грэг Ридли[англ.] — бас-гитара
- Продюсер: Джимми Миллер
- Звукоинженер: Глин Джонс
- Примечания к обложке: Алан Робинсон
- Фотографии к альбому: Джеред Манковиц[англ.]